# الیزابت مور
 الیزابت مور (انگلیسی: Elisabeth Moore؛ زاده ۵ مارس ۱۸۷۶ درگذشته ۲۲ ژانویهٔ ۱۹۵۹) یک تنیس‌باز اهل ایالات متحده آمریکا بود.